# Evghenia Sidorova
Evghenia Sidorova (n. 13 decembrie 1930, Moscova, RSFS Rusă, URSS – d. 29 ianuarie 2003, Moscova, Rusia) a fost o schioare alpină ce a reprezentat Uniunea Republicilor Sovietice Socialiste, medaliată olimpică. A participat la 3 ediții ale Jocurilor Olimpice (1956, 1960, 1964) în care a câștigat o medalie de bronz.